# Sasaram
Sasaram (Hindi : सासाराम, Ourdou : سسرام), parfois écrit Sasseram ou Sahasram, est le chef-lieu du district de Rohtas, situé dans l'État indien de Bihar. La ville est connue pour le mausolée de Sher Shah Suri.